# Pra (rzeka w Ghanie)
Pra – rzeka w Ghanie, położona najbardziej na wschód z trzech największych głównych rzek, które osuszają obszar na południe od jeziora Wolta.
Powstaje na południe od płaskowyżu Kwahu i płynie dalej na południe, wpływając do Zatoki Gwinejskiej na wschód od Takoradi. W XIX stuleciu odgrywała rolę granicy pomiędzy Konfederacją Aszanti i Złotym Wybrzeżem. We wczesnych latach XX wieku wykorzystywana była do spławiania eksportowanego drewna w kierunku wybrzeża. Teraz drewno przewożone jest drogą lądową i koleją.